# Jaera staudingeri
Jaera staudingeri är en fjärilsart som beskrevs av Hans Ferdinand Emil Julius Stichel 1925. Jaera staudingeri ingår i släktet Jaera och familjen juvelvingar. Inga underarter finns listade i Catalogue of Life.